# K'etetaalkkaanee
K'etetaalkkaanee (također se piše K't-talqani ili na druge načine, a ponekad poznat i kao Betohoh ili Betoxox), Herojski ubojica čudovišta u folkloru Koyukona, poznat na engleskom kao Lutalica ili Transformer. Često koristi svoju pamet radije nego svoju snagu da porazi svoje neprijatelje, nakon čega ih ili ubija ili pretvara u nešto bezopasno. K'etetaalkkaanee je također zaslužan za izum prvog kanua. Poistovjećuju ga s dabrom, a neki pripovjedači Koyukona daju mu ime Pametni Dabar, Mudri Dabar ili Čovjek Dabar.